# Macucos
Macucos é uma banda brasileira formada na cidade de Vila Velha, no Espírito Santo, em meados do ano de 1999. O sucesso veio no ano de 2002, quando num show realizado na cidade de Castelo, no interior do Espírito Santo, o produtor musical e músico Liminha, ex-integrante da banda Os Mutantes, viu e gostou do som da banda de abertura da festa, Macucos, e levou a banda para assinar contrato com a Sony Music.

## História
O Macucos já tocou nos principais eventos do Brasil: Festival de Alegre-ES, Forreggae-SP, Festival de Verão de Salvador-BA, Festa da Penha, Festival de Reggae de Canavieiras-BA, Guarafest, Lapa Multishow-MG, Vitória Music Festival etc. Já dividiu também o palco com várias bandas de renome nacional, tais como: Cidade Negra, O Rappa, Skank, Tribo de Jah, Natiruts, Planta e Raiz, Alma D´Jem, Detonautas, Tihuana, Ivete Sangalo, Charlie Brown Jr. entre outras. A banda, que teve passagem pela gravadora Sony Music (2002 a 2004), período em que lançou seu primeiro videoclipe (música "Além do Mar"), dirigido pelo diretor Jhonny Araújo e muito executado nos canais MTV e Multishow. O videoclipe chegou ao primeiro lugar no programa Top TVZ do Multishow algumas vezes. No dia 30 de janeiro de 2003, a banda Macucos participou do Festival de Verão de Salvador, tocando no Palco Pop. Depois de ganhar o prêmio de melhor banda de reggae 2004 e 2005, melhor show 2004 pela Rádio Cidade FM e de ser lembrada como a segunda banda mais popular do Espírito Santo em pesquisa realizada pelo Instituto Futura em 2012, atrás apenas da banda Casaca. Em 2005, no auge do sucesso, os músicos Fred Nery e Júnior Barriga deixam a banda e montam banda Naturau. Após uma conversa e outra, em setembro de 2009, a formação original do Macucos estava de volta, mas tendo o Júnior Barriga como empresário da banda.
No mês de fevereiro de 2012, a banda Macucos participou do programa Acesso MTV, onde falaram sobre a banda e seus projetos futuros, como o lançamento do DVD ao Vivo.
Em 2014 a banda Macucos gravou o seu primeiro DVD intitulado "Macucos Ao Vivo". O DVD foi gravado no Multiplace Mais em Guarapari e na Praia da Costa, Vila Velha. O projeto contou com a participação de Armandinho, parceiro na música "Tchau", Marcelo Mira (banda Alma D´Jem), Tati Portela (banda Chimarruts) e Alexandre Maia (banda Manitu).
Em 27 de abril de 2014 a banda se apresentou SuperStar, programa dominical da Rede Globo, alcançando 75% dos votos com a música de Bob Marley "Is This Love". Em 11 de maio a banda se apresentou novamente no programa alcançando agora 69% dos votos com a música autoral "Além do Mar".

## Integrantes

### Ex-integrantes
- Marcelo Lemos - vocal (2005 a 2008)
- Carlinhos Conga - percussão (2000 a 2008)
- Gustavo Brazilia (2009 a 2010)

### Formação atual
- Xande - vocal e guitarra
- Gustavo "The Flash" - teclados
- Leomar - bateria e vocal
- Fred Nery - vocal

## Discografia
- Macucos (2002): Mãe Natureza, Aço e Concreto, Haverá, Cidade de Cor, Além do Mar, Os Meninos do Brasil, Magia, O Som Que Encanta, Não Quero Mais, Stop, Meu Mar, Fio de Navalha.
- Macucos Ao Vivo (2003) (CD não oficial): Mãe Natureza, Aço e Concreto, Cidade de Cor, Coming From The Cold (Vou Apertar), Magia, Fio da Navalha, Além do Mar, Meninos do Brasil, Regueiros Guerreiros, Haverá, Stop, Meu Mar, Não Quero Mais, O Som Que Encanta
- Os Quatro Elementos (2004): O Poder da Chuva, Festa Dub, Chanson, Foi Assim, S.O.S Mar, Sonho Rasta, Folha de Jornal, A Roseira e o Sabiá, Terra Santa, Luz, Na Contramão, O Dia D.
- Surf Trip (2007): Na Beira do Mar, Metáfora, Soul Jah, Quando a Chuva Cai, Erga os Olhos, Outra Vez, Surf Trip, Nessa Estrada, Dia de Pólvora, Se Cria, Fora do Ar, Tá Pra Nascer, Só Depende.
- Coletânea (2011): Este CD foi lançado para divulgação da banda antes de lançar o CD/DVD gravado ao vivo para todo o Brasil. No CD contém os maiores sucessos da banda, mais cinco canções inéditas e ainda uma faixa interativa com o novo clip da banda, com a canção "Tchau", com a participação do cantor de reggae Armandinho. As faixas são as seguintes: Tchau, Além do Mar, Aço e Concreto, Destino Incerto, Sonho Rasta, Meu Mar, Festa Dub, Rimoterapia, Haverá, Cidade de Cor, Outra Vida, O Som que Encanta, Foi Assim, Luz, Mãe Natureza, Menina do Hawaii.
- 2013 - Macucos Ao Vivo (DVD) (2013): O som que encanta, Aço e concreto, Meu mar, Menina do Hawaii, Sonho Rasta, Destino incerto, Tchau, Outra vida, Cidade de cor, S.O.S Mar, Haverá, Além do Mar, Rimoterapia, Luz, Stop, Festa Dub, Mãe Natureza.
- Portas Abertas (2016): Portas Abertas, Lua Vem, Viver Mais, Horizonte Incerto, Lembranças, Zoi de Mel, Primavera, O Que Fizemos Ontem, Mente em Ti, Ervas, A Mentira é o Que Vende.
- Revolução do Amor (2020)
- Onde Tudo Começou Ao Vivo (EP - 2022)

## Clipes
- Além do Mar

(Gravado na cidade Itacaré, estado da Bahia; Diretor: Johnny Araújo; Diretor de fotografia: Arnaldo Mesquita; Gravadora: Sony Music)
- Tchau (participação de Armandinho)

(Música de Jr. Barriga, Beto Pepê, Fred e Armandinho - Gravado em Vila Velha e Vitória/ES)
- Foi Sem Querer (participação de Tati, da banda Chimarruts)

(Música de Fred - Gravado em Guarapari/ES)
- Worry Free
- Na Beira do Mar
- Ervas
- Viver Mais
- Pra Te Ver Sorrir
- Horizonte Incerto (gravado na Praia de Grumari-RJ)
- Jah Que Sabe
- Revolução do Amor